# Фукуи (княжество)

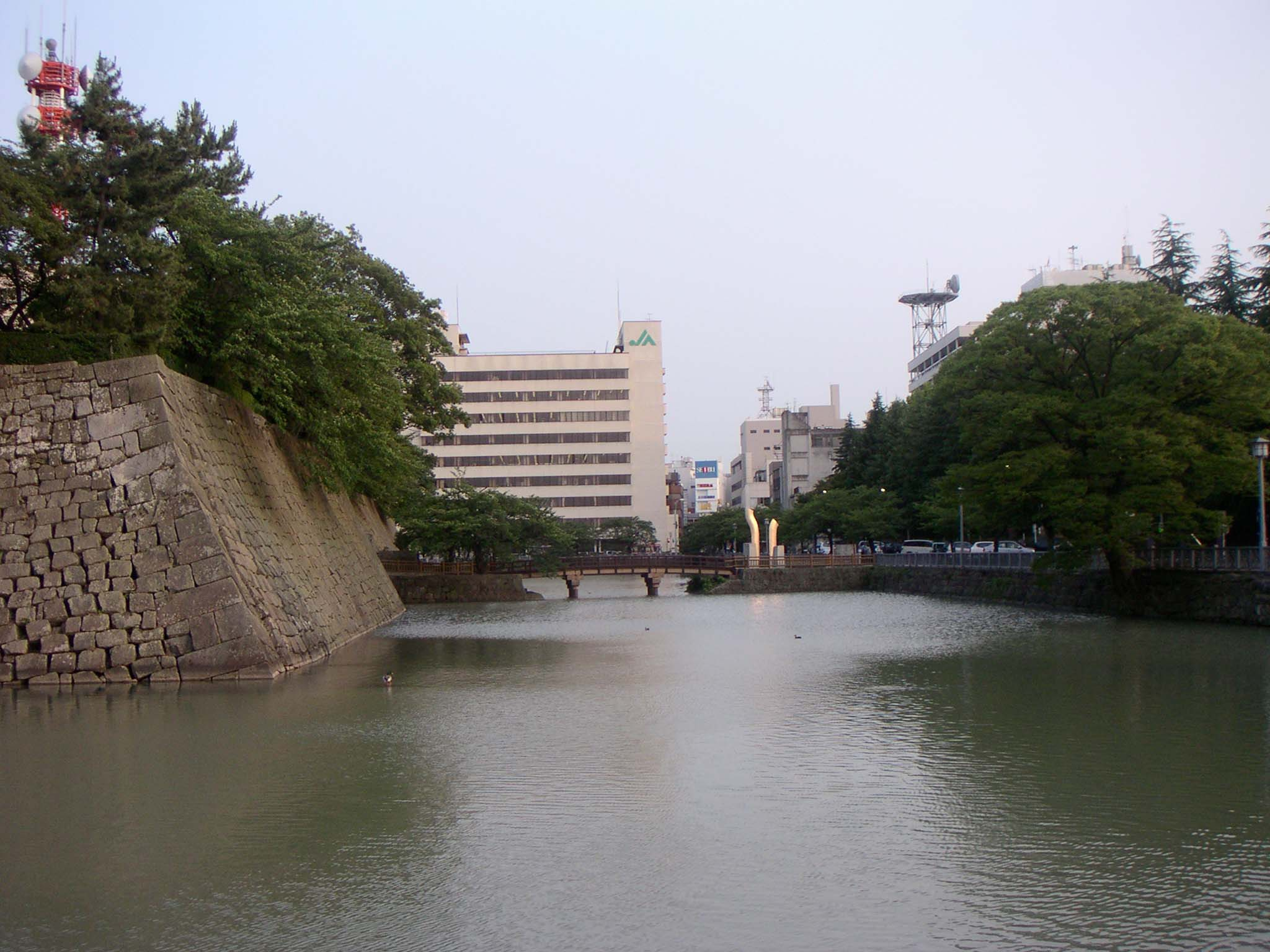
Мост в замке Фукуи

Княжество Фукуи (яп. 福井藩  Фукуи-хан), также известно как княжество Этидзэн (яп. 越前藩 Этидзэн-хан) — феодальное княжество (хан) в Японии периода Эдо (1601—1871). Находилось в провинции Этидзэн (современная префектура Фукуи) на острове Хонсю.

## Краткая история
Административный центр княжества: замок Фукуи в провинции Этидзэн.
Доход хана: 320 500 коку риса.
Фукуи-хан находился под властью рода Мацудайра, который вёл своё происхождение от Юки Хидэясу, второго сына первого японского сёгуна Токугавы Иэясу.
В 1661 году Фукуи-хан стал первым японским княжеством, которое стало выпускать собственные бумажные деньги. В 1686 году доход хана был сокращен с 475 000 до 250 000 коку риса.
Фукуи-хан был ликвидирован в 1871 году.

## Правители княжества
- Мацудайра, 1601—1871 (фудай-даймё)

| №  | Имя                | Имя       | Годы правления | Годы жизни  | Примечания                                                                                        |
| -- | ------------------ | --------- | -------------- | ----------- | ------------------------------------------------------------------------------------------------- |
| 1  | Юки Хидэясу        | 結城 秀康 | 1601 — 1607    | 1674 — 1607 | Второй сын первого сёгуна Токугавы Иэясу, усыновлен Юки Харумото                                  |
| 2  | Мацудайра Таданао  | 松平 忠直 | 1607 — 1623    | 1595 — 1650 | Старший сын и наследник Юки Хидэясу                                                               |
| 3  | Мацудайра Тадамаса | 松平 忠昌 | 1623 — 1645    | 1598 — 1645 | Второй сын Юки Хидэясу                                                                            |
| 4  | Мацудайра Мицумити | 松平 光通 | 1645 — 1674    | 1636 — 1674 | Второй сын Мацудайры Тадамасы                                                                     |
| 5  | Мацудайра Масатика | 松平 昌親 | 1674 — 1676    | 1640 — 1711 | Пятый сын Мацудайры Тадамасы                                                                      |
| 6  | Мацудайра Цунамаса | 松平 綱昌 | 1676 — 1686    | 1661 — 1699 | Старший сын Мацудайра Масакацу и внук Мацудайры Мицумити                                          |
| 7  | Мацудайра Масатика | 松平 昌親 | 1686 — 1710    | 1640 — 1711 | Пятый сын Мацудайры Тадамасы                                                                      |
| 8  | Мацудайра Ёсикуни  | 松平 吉邦 | 1710 — 1721    | 1681 — 1722 | Шестой сын Мацудайры Масакацу, младший брат Цунамасы                                              |
| 9  | Мацудайра Мунэмаса | 松平 宗昌 | 1721 — 1724    | 1675 — 1724 | Сын и наследник Мацудайры Ёсикуни                                                                 |
| 10 | Мацудайра Мунэнори | 松平宗矩  | 1724 — 1749    | 1715 — 1749 | Третий сын Мацудайры Масакацу                                                                     |
| 11 | Мацудайра Сигэмаса | 松平 重昌 | 1749 — 1758    | 1743 — 1758 | Старший сын Токугавы Мунэтады, 1-го главы дома Токугава Хитоцубаси, усыновлен Мацудайрой Мунэнори |
| 12 | Мацудайра Сигэтоми | 松平重富  | 1758 — 1799    | 1748 — 1808 | Второй сын Токугавы Мунэтады, 1-го главы дома Токугава Хитоцубаси, усыновлен Мацудайрой Сигэмасой |
| 13 | Мацудайра Харуёси  | 松平 治好 | 1799 — 1825    | 1768 — 1826 | Старший сын Мацудайры Сигэтоми                                                                    |
| 14 | Мацудайра Нарицугу | 松平 斉承 | 1826 — 1835    | 1811 — 1835 | Третий сын Мацудайры Харуёси                                                                      |
| 15 | Мацудайра Нарисава | 松平 斉善 | 1835 — 1838    | 1820 — 1838 | Сын 11-го японского сёгуна Токугавы Иэнари, усыновлен Мацудайрой Нарицугу                         |
| 16 | Мацудайра Ёсинага  | 松平 慶永 | 1838 — 1858    | 1828 — 1890 | Старший сын Токугавы Наримасы, 3-го главы рода Таясу Токугава, усыновлен Мацудайрой Нарисавой     |
| 17 | Мацудайра Мотиаки  | 松平 茂昭 | 1858 — 1871    | 1836 — 1890 | Четвертый сын Мацудайры Наохару, приемный сын и наследник Мацудайры Ёсинаги                       |